# Harzer Schmalspurbahnen
Harzer Schmalspurbahnen GmbH HSB, är ett tyskt järnvägsföretag i Wernigerode i östra Tyskland, som driver ett 140 km långt järnvägsnät med ångtåg och dieseldrivna rälsbussar. Järnvägen är smalspårig med spårvidden 1000 mm.

## Sträckor
Nätet består av tre huvudsträckor:
- Harzquerbahn
- Selketalbahn
- Brockenbahn

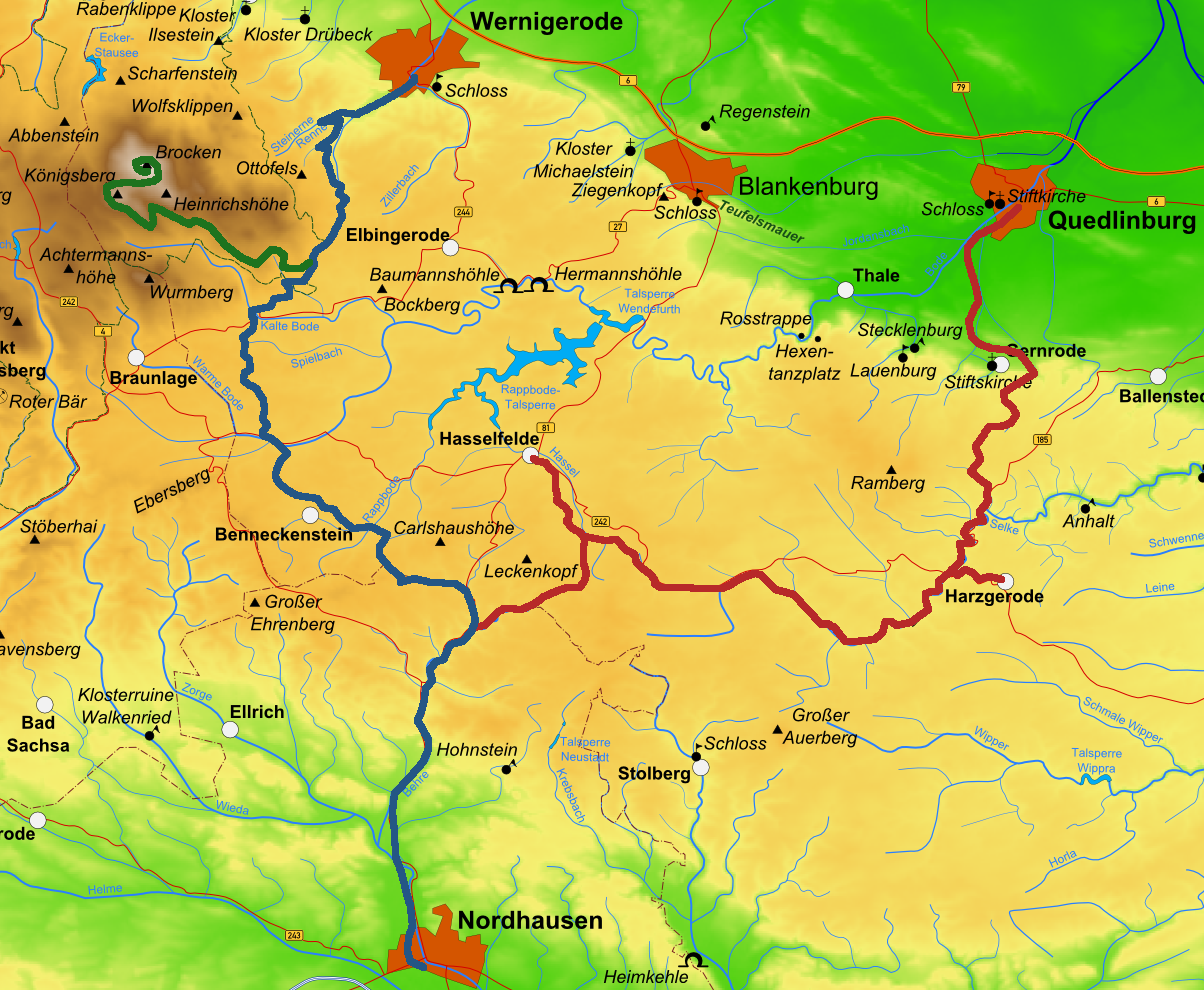
Linjekarta över HSB

Begynnelsebokstaven i respektive sträcka bildar företagets förkortning, HSB.
De tre slutstationerna i Nordhausen, Quedlinburg och Wernigerode har även spåranslutning mot Deutsche Bahn.

## Historik
Spårnätet är resultatet av sammanslagningar av flera olika järnvägslinjer som tidigare ägdes av olika järnvägsföretag.
År 1887 öppnades den första smalspårlinjen i Harz mellan Gernrode och Mägdesprung. Den drevs av Gernrode-Harzgeroder Eisenbahn AG (GHE). Under de följande åren förlängdes banan och nätet utvidgades. Till GHE:s linjenät hörde även linjen mellan Gernrode, Harzgerode, Hasselfelde och Eisfelder Talmühle. Eftersom linjen på en lång sträcka följer floden Selkes sträckning kom banan att få tillnamnen "Anhaltische Harzbahn" och "Selketalbahn".
År 1896 registrerades så det andra järnvägsbolaget i området, och den 22 december 1898 startade Nordhausen-Wernigeroder Eisenbahn-Gesellschaft (NWE) trafik från Wernigerode till Brocken (Brockenbahn) och den så kallade Harzquerbahn (Wernigerode–Drei-Annen-Hohne–Nordhausen) började köra samtrafik den 27 mars 1899.
Såväl GHE som NWE förstatligades den 1 april 1949 och blev då en del av östtyska Deutsche Reichsbahn.
Harzer Schmalspurbahnen GmbH övertog driften från Deutsche Reichsbahn 1 februari 1993. År 2006 förlängdes bandelen Selketalbahn med ett ombyggt avsnitt från Gernrode till Quedlinburg som tidigare var en del av en normalspårig järnväg där trafiken hade upphört år 2004.

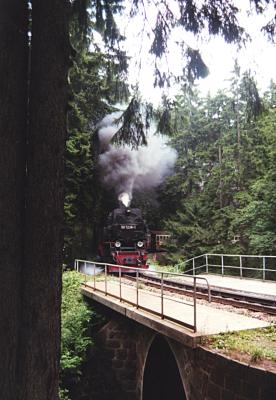
Tåg mot Brocken vid bron i Eckerloch.
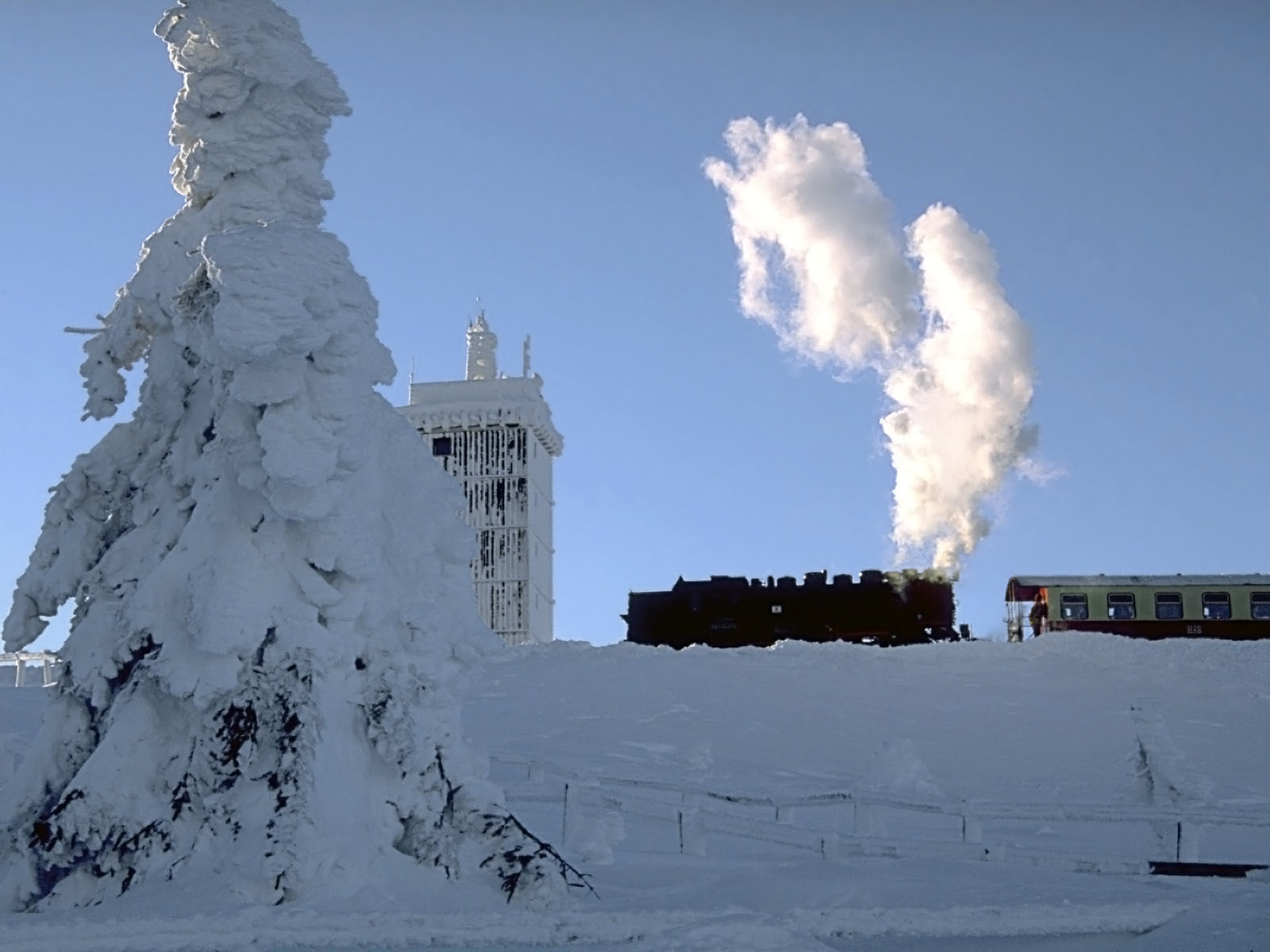
Brockenbahn vid stationen på bergets topp i vinter.
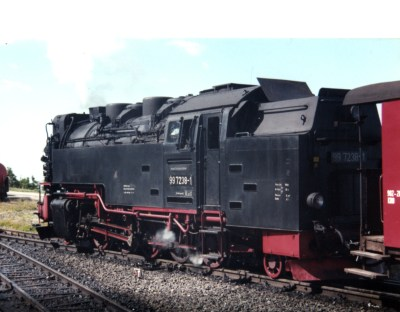
Ånglok 99 7238 på Brocken.
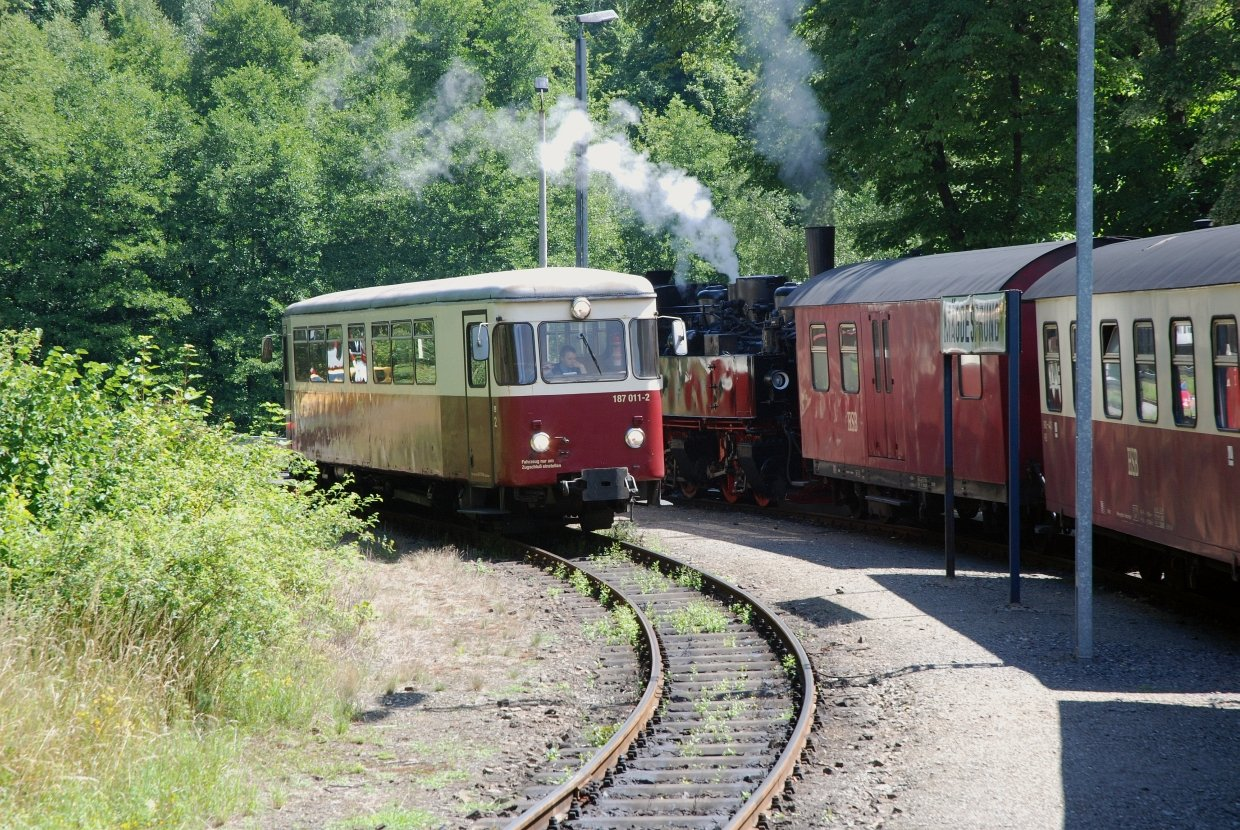
Tågmöte i Mägdesprung.
- Video Brockenbahn